# Resurrection (албум на Анастейша)
Resurrection е шестият студиен албум на американската певица Анастейша. Излиза 2 май 2014. От него излизат три сингъла – Stupid Little Things, Staring at the Sun и Lifeline.

## Списък с песните

### Оригинален траклист
1. Staring at the Sun – 3:43
2. Lifeline – 4:02
3. Stupid Little Things – 3:55
4. I Don't Want to Be the One – 3:59
5. Evolution – 3:23
6. Pendulum – 3:30
7. Stay – 3:26
8. Dark White Girl – 3:23
9. Apology – 3:32
10. Broken Wings – 3:37

### Делукс издание
1. Other Side of Crazy – 3:49
2. Oncoming Train – 3:08
3. Resurrection – 3:51
4. Left Outside Alone, Part 2 – 3:53
5. Underdog (iTunes бонус трак) – 2:57